# Бланда
Бланда (ісл. Blanda) — річка в Ісландії. Бере початок на південному заході льодовика Гофсйокутль на висоті 800 м і впадає в затоку Хунафлоуї в невеликому селищі Бльондюоус. Бланда є восьмою за довжиною річкою в країні, має протяжність 125 км, площа басейну 2370 км².
У річці водиться лосось. Це одна з основних лососевих річок в Ісландії. Щоліта улов лососів в Бланда становить до 3000 штук. До будівництва греблі лососі нерестилися майже до самого підніжжя льодовиків.
ГЕС Бланда, побудована на річці в 1990 році, генерує 150 МВт потужності.